# 石川裕
石川 裕（いしかわ ゆたか、1960年 - ）は、日本の計算機科学者。東京大学名誉教授。
産業技術総合研究所、東京大学、理化学研究所を経て、国立情報学研究所教授。専門分野は基盤ソフトウェア。
1990年代のPCクラスタの黎明期において、PCクラスタの潜在能力を引き出すための新しい技術の研究開発を主導した。また、PCクラスタの市場育成に貢献することを目的にPCクラスタコンソーシアムを立ち上げ、初代会長に就任した。さらに、文部科学省フラッグシップ2020プロジェクトにおいてプロジェクトリーダーを務め、国際ランキングで史上初の4冠を達成したスーパーコンピュータ「富岳」の開発を主導した。

## 経歴
- 1982年：慶應義塾大学工学部電気工学科卒業
- 1983年：開発を手掛けたゲーム、バイオアタックがリリースされる[7]。
- 1987年：慶應義塾大学大学院工学研究科電気工学専攻博士課程修了（工学博士）。通商産業省電子技術総合研究所（現・産業技術総合研究所）に入所
- 1988年：カーネギーメロン大学 客員研究員
- 1993年：技術研究組合新情報処理開発機構に出向
- 2002年：東京大学大学院情報理工学系研究科 助教授
- 2006年：東京大学大学院 情報理工学系研究科 教授
- 2010年：東京大学情報基盤センター センター長
- 2014年：理化学研究所計算科学研究センター チームリーダー
- 2021年：国立情報学研究所 アーキテクチャ科学研究系 教授